# Carolinaia howardii
Carolinaia howardii är en insektsart som först beskrevs av Wilson 1911.  Carolinaia howardii ingår i släktet Carolinaia och familjen långrörsbladlöss. Inga underarter finns listade i Catalogue of Life.